# Synsphyronus niger
Synsphyronus niger är en spindeldjursart som beskrevs av Clarence Clayton Hoff 1947. Synsphyronus niger ingår i släktet Synsphyronus och familjen gammelekklokrypare. Inga underarter finns listade i Catalogue of Life.